# Халеева армада
Халеевата армада е група от космически апарати, изпратени да изследват Халеевата комета при преминаването ѝ във вътрешната Слънчева система през 1986 г. Включва 1 сонда на Европейската космическа агенция, 2 сонди на проект между СССР и Франция, 2 сонди на Япония и 1 сонда на САЩ.
Сондите са следните (по ред на най-близко доближаване до кометата):
- „Джото“ – първият апарат, направил цветни снимки на ядрото на кометата
- „Вега 1“ - спуска балон на Венера, преди да достигне до Халеевата комета (СССР/Франция, Интеркосмос)
- „Вега 2“ - спуска балон на Венера, преди да достигне до Халеевата комета
- „Суисеи“
- „Сакигаке“ – първата сонда на Япония
- „Интернешънъл комитъри експлорър“ – апаратът на НАСА